# Willem I van Naaldwijk
Willem I van Naaldwijk (Naaldwijk, ca 1274 - Warns, 26 september 1345) was Heer van Naaldwijk, Honselersdijk (Hontsel), Wateringen en erfmaarschalk van Holland.

## Levensloop
Hij was een zoon van Hendrik I van Naaldwijk en Ermgarde van de Leck. Hij wordt in een geschrift uit 1305 als ridder vermeld en daarin bevestigd door Willem III van Holland. In 1306 verruilde Willem zijn oude hofstede in Naaldwijk in voor een nieuwe in Hontselaarsdijk. Onder Willem I werd een patroonaatsrecht verworven, die hij mede dankte aan bisschop Guy van Avesnes, en kon hij beginnen met de bouw van de Grote kerk van Naaldwijk. In 1307 stichtte hij het kapittel van Sint Adrianus waar aan 6 kanunniken werden verbonden, in de nabijheid van de Grote kerk. Willem I nam in 1345 deel aan de invasietocht tegen de Friesen, maar overleed in de Slag bij Warns met vele andere edelen.
Er bestond een portret van Willem I (geschilderd rond 1500), maar dit ging verloren tijdens de plunderingen van de Naaldwijkse kerk in 1572. De schilderijen van zijn zoon en zijn nageslacht werden wel gered van de brandstapel.

## Huwelijk & kinderen
In 1300 huwde Willem met Sophia van Raaphorst, met haar kreeg hij minstens een zoon.
- Hendrik II van Naaldwijk, opvolger

In 1305 huwde Willem met Elisabeth van Egmond, met haar kreeg hij minstens een dochter.
- Jutte van Naaldwijk (1308-1323), werd Priorin van een klooster nabij Rijnsburg.